# Église Saint-Maurice de Monplaisir
Pour les articles homonymes, voir Église Saint-Maurice.
L'église Saint-Maurice est une église située rue Saint-Maurice dans le 8e arrondissement de Lyon, dans la région Auvergne-Rhône-Alpes. Elle est dédiée à saint Maurice, soldat martyr de la légion thébaine, et tire son nom du quartier de Monplaisir (village intégré à la ville en 1852).

## Historique
L'église est construite en 1840 selon les plans de François Pascalon. L'église est d'abord agrandie en 1857 par Tony Desjardins, qui ajoute la flèche et deux nefs. Enfin, en 1898, Louis Sainte-Marie-Perrin y ajoute un chœur, un transept et une travée.

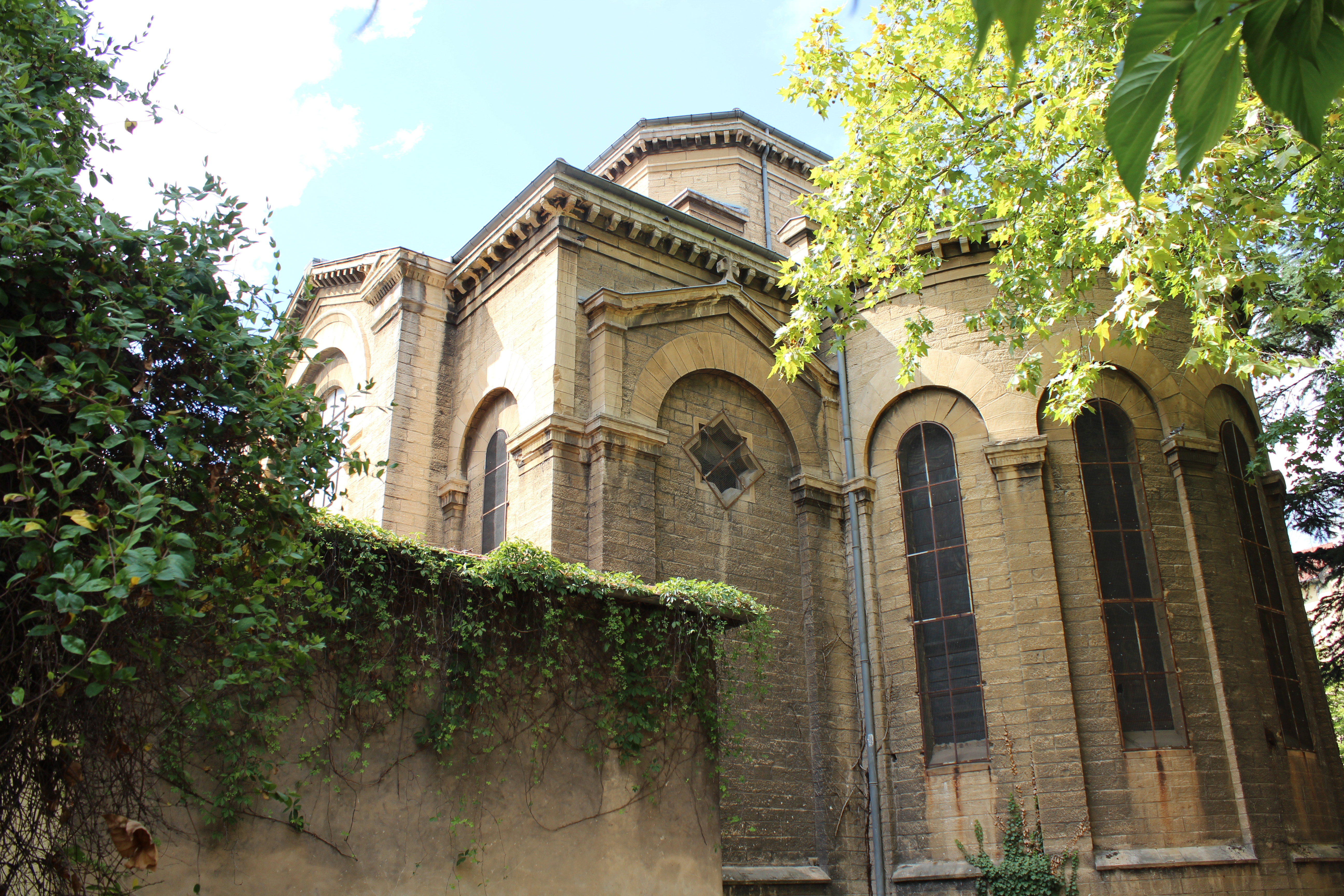
Les modifications apportées par Louis Sainte-Marie-Perrin.

L'orgue a été offert par les familles Winckler-Lumière et provenait de la villa Lumière, voisine du lieu.